# Maison Loyaliste
La maison Loyaliste (Loyalist House) est une maison située à Saint-Jean au Nouveau-Brunswick (Canada. Elle a été la propriété de la famille Merritt, une famille prospère de Saint-Jean, qui l'a occupée de 1817 à 1958. Elle est l'une des rares maisons à avoir survécu à l'incendie de 1877.
Elle a été achetée par la New Brunswick Historical Society (en) en 1961. Elle a été désignée lieu historique national du Canada en 1958 et reconnue lieu historique local en 2008.